# 瀧部站
瀧部站（日语：／ Takibe eki */?）是位於山口縣下關市豐北町大字瀧部字森友，西日本旅客鐵道（JR西日本）的山陰本線車站。事務管號碼為▲800709。
在長門市站至幡生站之間為少數有人車站，在早晩兩方向設有折返列車。曾經此站是特急「磯風」停車站。

## 歷史
- 1925年（大正14年）8月16日 - 國有鐵道小串線小串站至此站開業，此終點站啟用。為客運和貨運車站。
  - 當時車站地址為山口縣豐浦郡瀧部村（日语：滝部村）字森友。
- 1928年（昭和3年）9月9日 - 小串線此站至阿川站之間開業，成為中途站。
- 1933年（昭和8年）2月24日 - 小串線編入至山陰本線，成為山陰本線車站[2]。
- 1955年（昭和30年）4月1日 - 隨著豐北町（日语：豊北町）成立，車站地址為山口縣豐浦郡豐北町大字瀧部（日语：滝部）字森友。
- 1972年（昭和47年）3月1日 - 終止貨物起卸業務。
- 1987年（昭和62年）4月1日 - 伴隨國鐵分割民營化，車站由西日本旅客鐵道（JR西日本）營運。
- 1991年（平成3年）4月1日 - 車站由中國交通事業株式會社（現時：JR西日本広島MAINTEC）（日语：JR西日本広島メンテック）負責車站業務，為業務委託車站。
- 2004年（平成16年）10月 - 櫃臺營業時間改變，只限平日營業。
- 2005年（平成17年）2月13日 - 隨著下關市（第二次）成立，車站地址為現時位置。
- 2008年（平成20年）
  - 3月31日 - JR西日本広島MAINTEC結束車站委託業務。
  - 4月1日 - 由NPO法人「環境未來下關　豐北分部」負責車站業務[3][4]，為簡易委託車站。櫃臺營業時間縮短，在星期一、六、日與假日暫停營業。

在國鐵時代，在凌晨3時時段設有從此站出發的普通列車前往下關。除了夜行列車外，全國最早出發的首班列車。

## 車站構造
車站是一座地面車站，原本設有2面3線的混合式月台。現時設有2面2線的相對式月台，可進行列車交會。距離車站大樓最遠的3號月台已經停用，轉轍器、信號機撤走。車站大樓位於原本為單式月台的1號月台側，兩月台之間設有無上蓋的跨線橋連接。在月台上設有候車室。曾經設有列車在此站夜間停泊，該列車隨著縮短至小串站，使此站沒有列車夜間停泊。
車站由長門鐵道部管理的簡易委託車站，由NPO法人「環境未來下關　豐北分部」負責車站業務。櫃臺業務逢星期一休息。車站內設有POS終端機售賣車票。

### 月台
| 月台 | 路線      | 上下行 | 方向             |
| ---- | --------- | ------ | ---------------- |
| 1・2 | ■山陰本線 | 上行   | 長門市、東萩方向 |
| 1・2 | ■山陰本線 | 下行   | 小串、下關方向   |

原則上長門市方向列車使用1號月台，下關方向列車使用2號月台。但是，從此站出發前往下關的列車使用1號月台，長門市方向列車使用2號月台。

## 使用狀況
以下為近年1日平均乘車人次列表：
| 乘車人次變化 | 乘車人次變化    |
| 年度         | 1日平均乘車人次 |
| ------------ | --------------- |
| 1999         | 400             |
| 2000         | 393             |
| 2001         | 368             |
| 2002         | 351             |
| 2003         | 328             |
| 2004         | 310             |
| 2005         | 280             |
| 2006         | 304             |
| 2007         | 311             |
| 2008         | 304             |
| 2009         | 290             |
| 2010         | 266             |
| 2011         | 250             |
| 2012         | 239             |
| 2013         | 208             |
| 2014         | 185             |
| 2015         | 165             |
| 2016         | 166             |
| 2017         | 164             |
| 2018         | 182             |

## 車站周邊
車站位於下關市豐北町（前豐北町地區）中心附近，車站附近設有縣道39號，在縣道向東北方向前進約600米即可到達下關市政廳豐北綜合分所。車站附近設有商店、公共設施等。
此站設有前往角島的巴士路線，而角島最接近的特牛站。
- 山口縣道39號粟野二見線（日语：山口県道39号粟野二見線） - 與山陰本線並行部分路段。
- 山口縣道272號瀧部停車場線（日语：山口県道272号滝部停車場線） - 連接縣道39號線與站前，長約70米的道路。
- 下關市豐北特產品中心
- 瀧部診所
- 瀧部郵局
- 下關市政廳豐北綜合分所（日语：下関市役所#豊北総合支所）
- 山口縣立豐北高等學校（日语：山口県立豊北高等学校）
- 下關市立豐北中學
- 下關市立瀧部小學
- 豐北綜合運動公園
- 瀧部溫泉
- 下關市立豐北歷史民俗資料館
- 瀧部八幡宮 - 設有烈婦登波之碑。
- 西樂寺 - 設有毛利秀包墓地。

## 巴士路線
- 藍線交通（日语：ブルーライン交通） - 在站前設有「瀧部站」巴士站。設有經特牛站、角島大橋前往角島的巴士路線，也設有經內陸的一之俁溫泉前往田町豐西市（前豐田町（日语：豊田町 (山口県)）中心）的巴士路線。
  - 豐北綜合分所、豐北中學、特牛港、肥中、島戶、角島方向
  - 一之俁溫泉、豐田町西市方向

## 相鄰車站
西日本旅客鐵道
■山陰本線
特牛－瀧部－長門二見

## 注腳
1. ↑  日本國有鐵道旅客局(1984)『鉄道・航路旅客運賃・料金算出表 昭和59年４月20日現行』。
2. ↑  「鉄道省告示第42号」『官報』1933年2月18日（國立國會圖書館數碼化收藏）
3. 1 2  . NPO法人 環境未來下關.   [2017-05-20]. （原始内容存档于2016-10-18）.
4. ↑  . 山口縣NPO法人數據庫.   [2017-05-20].[永久]
5. ↑  《JTB時刻表》1982年11月號 p.205
6. ↑  曾經設有來往京都至下關之間的長距離夜行普通列車，在其列車取消之際，末段區間由於設有早上出發的商旅客，因此設有從瀧部前往下關的早班列車。
7. ↑  山口縣統計年鑑

## 外部連結
- 瀧部｜車站資訊：JR出門網 - 西日本旅客鐵道